# عشيرة سانادا
عشيرة سانادا (真田氏، Sanada-shi ) هي عشيرة يابانية.  ارتبطت عشيرة سانادا منذ فترة طويلة بمقاطعة ماتسوشيرو في مدينة ناغانو الحالية ، محافظة ناغانو .

## تاريخ
ادعت عشيرة سانادا أنها تنحدر من سيوا جينجي.  تاريخيًا، أسس أونو يوكيوشي راية العشيرة في أوائل القرن السادس عشر. وقد وضع شعار روكومونسن على رايته. كان سانادا تابعين رئيسيين في جيش تاكيدا، وكان من بينهم ثلاثة جنرالات مشهورين وهم سانادا يوكيتاكا وأبناؤه سانادا نوبوتسونا وسانادا ماساتيرو وسانادا ماسايوكي .
سانادا يوكيتاكا ، ابن أونو مونيتسونا، أسس العشيرة واسمها في بداية القرن السادس عشر.

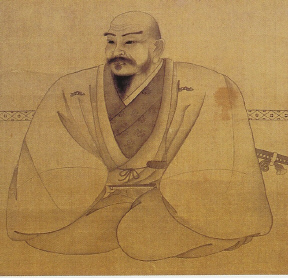
سانادا يوكيتاكا

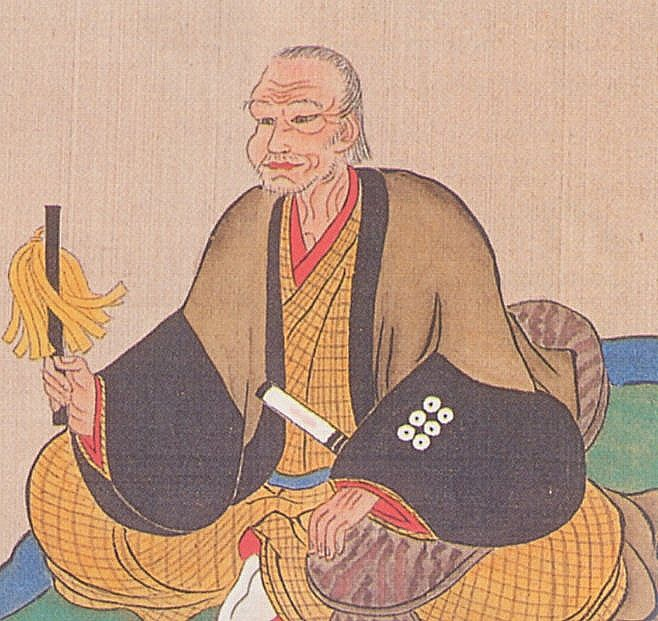
سانادا ماسايوكي

في فترة سينغوكو ، قاد سانادا ماسايوكي (1547-1611) العشيرة. أُرسل ابنه الثاني سانادا يوكيمورا (1567-1615) رهينة لدى عشيرة تويوتومي عام 1587. وفي عام 1594، تزوج من تشيكورين-إن ، ابنة تويوتومي هيده-يوشي بالتبني؛ وبذلك أصبح رسميًا صهر هيديوشي.
في عام 1600، في معركة سيكيغاهارا ، انحاز يوكيمورا إلى الجيش الغربي. حارب توكوغاوا هيديتادا في قلعة أويدا ، ونجح في تأخير وصوله إلى سيكيغاهارا بمساعدة 38 ألف جندي. عارض توكوغاوا مجددًا في معركة أوساكا حيث توفي.

### عصر إيدو
كان سانادا نوبويوكي (1566-1658) الابن الأكبر لماسايوكي. في عام 1587 تزوج من كوماتسوهيمي ، وهي ابنة توكوغاوا إيه-ياسو بالتبني . ولذلك أصبح رسميًا صهر إيه-ياسو. في عام 1600، انحاز إلى الجيش الشرقي. مُنح السيطرة على مقاطعة أويدا في مقاطعة شينانو ومقاطعة نوماتا في مقاطعة كوزوكي بإيرادات بلغت 65000 كوكو . في عام 1622، نُقل نوبويوكي إلى مقاطعة ماتسوشيرو في شينانو. وظل أحفاده هناك حتى استعادة ميجي في عام 1868.
شاركت قوات عشيرة سانادا في الهجوم على أيزو في عام 1868، إلى جانب الجيش الإمبراطوري، لكنها رفضت تولي مسؤولية أسرى الحرب في أيزو.[بحاجة لمصدر]

### العصر الحديث
في عام1871، أصبح الدايميو السابق كونتًا في نظام نبلاء الكازوكو . ومُنح رئيس فرع المتدربين من العشيرة لقب بارون.
كان عالم الطيور في عصر مييجي يوكياسو كيوسو ابن سانادا يوكيتامي ، آخر أمراء ماتسوشيرو.[بحاجة لمصدر]